# Eye to Eye
Eye to Eye (транскр.  Ај ту ај) је приватна филмска продукција из Београда коју су 2006. године основали познати глумци Горан Шушљик и Небојша Глоговац да би реализовали играни филм Хадерсфилд, који постиже солидну гледаност у биоскопима и добија одличне филмске критике. Небојша Глоговац у овом периоду се повлачи из продукције и главни руководилац до данас је Горан Шушљик.

## Филмографија
Претежна делатност ове продукцијске куће задњих година је продукција високобуџетних домаћих серија. 2014. године приказан је филм Травелатор по сценарију и режији Душана Милића.
У копродукцији са кућом Адреналин за Прву српску телевизију од 2012. до 2014. године реализовали 2 сезоне серије Фолк по сценарију Петра Михајловића и режији Душана Милића. Серија је имала солидну гледаност.
За РТС су 2015. године произвели драмску серију у 12 епизода Чизмаши по сценарију Ђорђа Милосављевића на основу роману Драгослава Михаиловића и режији Дејана Зечевића.
2018. године за РТС су произвели и серију Корени по роману Добрице Ћосића, сценарију Ђорђа Милосављевића и режији Ивана Живковића. Серију је у просеку гледало 2 милиона гледалаца.
United Media је 11. марта 2019. године најавила да је потписала уговор са директором Гораном Шушљиком за реализацију трилогије Време зла и тетралогије Време смрти по роману Добрице Ћосића са 45 епизода, које ће бити емитоване на каналу Нова С.
Током 2020/2021. је реализована серија Време зла у 15 наставака.  Сценарио потписује Сања Савић Милосављевић, режију Иван Живковић, а серија je приказана током јесени 2021 године.

## Продукција
- 2007 — Хадерсфилд
- 2014 — Травелатор
- 2012 − 2014 — Фолк
- 2015 — Чизмаши
- 2018 — Корени
- 2021 — Време зла
- 2024 — Време смрти